# Norops cymbops
Norops cymbops este o specie de șopârle din genul Norops, familia Polychrotidae, descrisă de Cope 1864. Conform Catalogue of Life specia Norops cymbops nu are subspecii cunoscute.